# Großsteingrab Elstorf
Das Großsteingrab Elstorf ist eine zwischen 3500 und 2800 v. Chr. entstandene Anlage der Jungsteinzeitlichen Trichterbecherkultur (TBK) nahe dem zur Gemeinde Neu Wulmstorf gehörenden Ortsteil Elstorf im Landkreis Harburg, Niedersachsen. Es trägt die Sprockhoff-Nummer 670.

## Lage
Das Grab befindet sich zwei Kilometer östlich der Dorfmitte des an Elstorf angrenzenden Neu Wulmstorfer Ortsteils Schwiederstorf im Staatsforst Rosengarten. Etwa 470 m nordöstlich liegt, ebenfalls im Staatsforst, das Großsteingrab Daerstorf. Weiterhin befinden sich in der näheren Umgebung mehrere bronzezeitliche Grabhügel.

## Beschreibung
Die Anlage befindet sich in einem sehr schlechten Erhaltungszustand. Die Grabkammer ist Westnordwest-ostsüdöstlich orientiert und hat eine Länge von etwa 3 m sowie eine Breite von etwa 1,5 m. Ein Ölgemälde von Jacob Gensler aus dem Jahr 1839 zeigt sie noch fast intakt mit drei Wandsteinpaaren an den Langseiten und ebenso vielen Decksteinen. Diese sind heute fast alle verschwunden. Lediglich der Abschlussstein an der ostsüdöstlichen Schmalseite steht noch in situ. Ein weiterer Stein, entweder der Abschlussstein der westnordwestlichen Schmalseite oder ein Deckstein, ist umgefallen. 1952 führte Willi Wegewitz eine Ausgrabung durch. Dabei kamen Reste des gepflasterten Kammerbodens zum Vorschein. Für die ehemals an der südsüdwestlichen Langseite vorhandenen Wandsteine wurde eine unregelmäßige Stellung festgestellt, was darauf hindeutet, dass hier ein Zugang gelegen haben könnte. Die Anlage wäre somit zum Typ der Ganggräber zu rechnen.